# Hypsalonia
Hypsalonia is een geslacht van rechtvleugeligen uit de familie veldsprinkhanen (Acrididae). De wetenschappelijke naam van dit geslacht is voor het eerst geldig gepubliceerd in 1961 door Gurney & Eades.

## Soorten
Het geslacht Hypsalonia omvat de volgende soorten:
- Hypsalonia merga Gurney & Buxton, 1963
- Hypsalonia miwoki Gurney & Eades, 1961
- Hypsalonia petasata Gurney & Eades, 1961
- Hypsalonia rentzi Gurney & Eades, 1961
- Hypsalonia satur Scudder, 1897
- Hypsalonia tioga Gurney & Eades, 1961